# Ursula von der Leyen
Ursula Gertrud von der Leyen (tyska: [ˈʊʁzula ˈɡɛʁtʁuːt fɔn deːɐ̯ ˈlaɪən] ( lyssna)) född Albrecht den 8 oktober 1958 i Ixelles i Brysselregionen i Belgien, är en tysk liberalkonservativ politiker tillhörande CDU och Europeiska folkpartiet (EPP). Hon är utbildad läkare och forskare. Hon är sedan den 1 december 2019 ordförande i Europeiska kommissionen, efter att ha föreslagits av Europeiska rådet och valts till posten av Europaparlamentet den 16 juli samma år. Dessförinnan hade hon varit minister i Tyskland sedan 2005, däribland försvarsminister åren 2013–2019.
Ursula von der Leyen rankades som världens mäktigaste kvinna av Forbes 2022 och 2023.  

## Biografi

### Barndom
Ursula von der Leyen föddes i Ixelles utanför Bryssel som dotter till CDU-politikern Ernst Albrecht. Familjen bodde i Bryssel till 1970 då fadern avslutade sin tjänst vid Europeiska kommissionen. Hon studerade, precis som sina sex syskon, på Europaskolan i Bryssel. Fadern var därefter under många år ministerpresident, delstatsregeringschef, i förbundslandet Niedersachsen.
När de bodde i Bryssel dog deras lillasyster Benita-Eva vid elva års ålder av cancer. Hon mindes senare "mina föräldrars enorma hjälplöshet" med tanke på att de drabbats av cancer, vilket hon angav som ett av sina skäl 2019 till att hennes EU-kommission skulle "ta ledningen i kampen mot cancer".

### Efter studentexamen
Efter studentexamen läste von der Leyen nationalekonomi på universiteten i Göttingen, London School of Economics och Münster åren 1977–1980, dock utan att ta examen. Efter studierna i nationalekonomi började hon studera vid den medicinska högskolan Medizinische Hochschule Hannover i Hannover där hon avlade läkarexamen 1987. Där träffade hon också sin blivande make, läkaren Heiko von der Leyen, som hon gifte sig med 1986. Paret har sju barn. Mellan 1992 och 1996 bodde familjen i USA. Åren 1996 till 2001 arbetade hon som forskare på Medizinische Hochschule i Hannover.

### Doktorsavhandling
År 1990 färdigställde von der Leyen sin doktorsavhandling C-reaktives Protein als diagnostischer Parameter zur Erfassung eines Amnioninfektionssyndroms bei vorzeitigem Blasensprung und therapeutischem Entspannungsbad in der Geburtsvorbereitung. Avhandlingen blev långt senare, hösten 2015, måltavla för internetplattformen "VroniPlag" som hittade 27 ställen i avhandlingen vilka hade tagits från andra arbeten, utan att för den skull ha angivits som citat. Medicinska högskolan i Hannover prövade anklagelserna i ett halvt år och kom slutligen fram till att von der Leyens arbete innehåller "tydliga brister", men att hon samtidigt får behålla sin doktorsgrad eftersom hon inte aktivt har försökt vilseleda någon.

## Politisk karriär

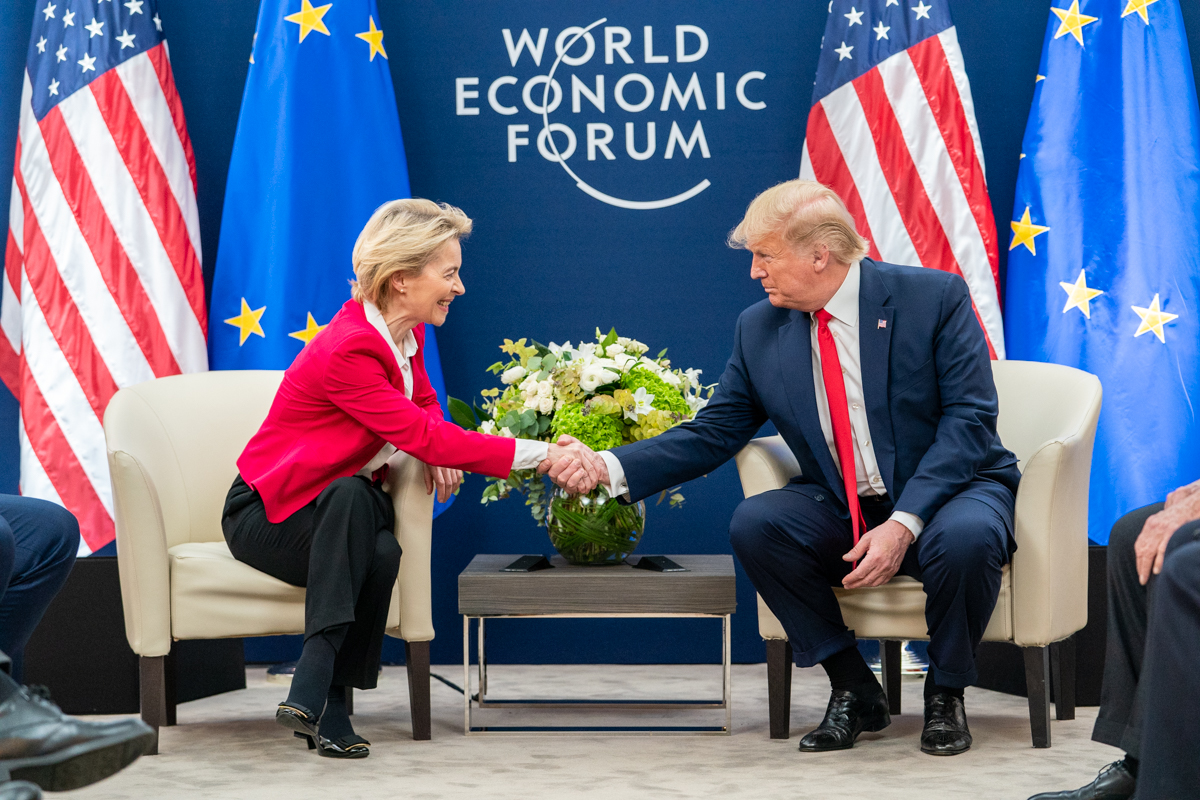
Ursula von der Leyen och USA:s president Donald Trump i januari 2020.

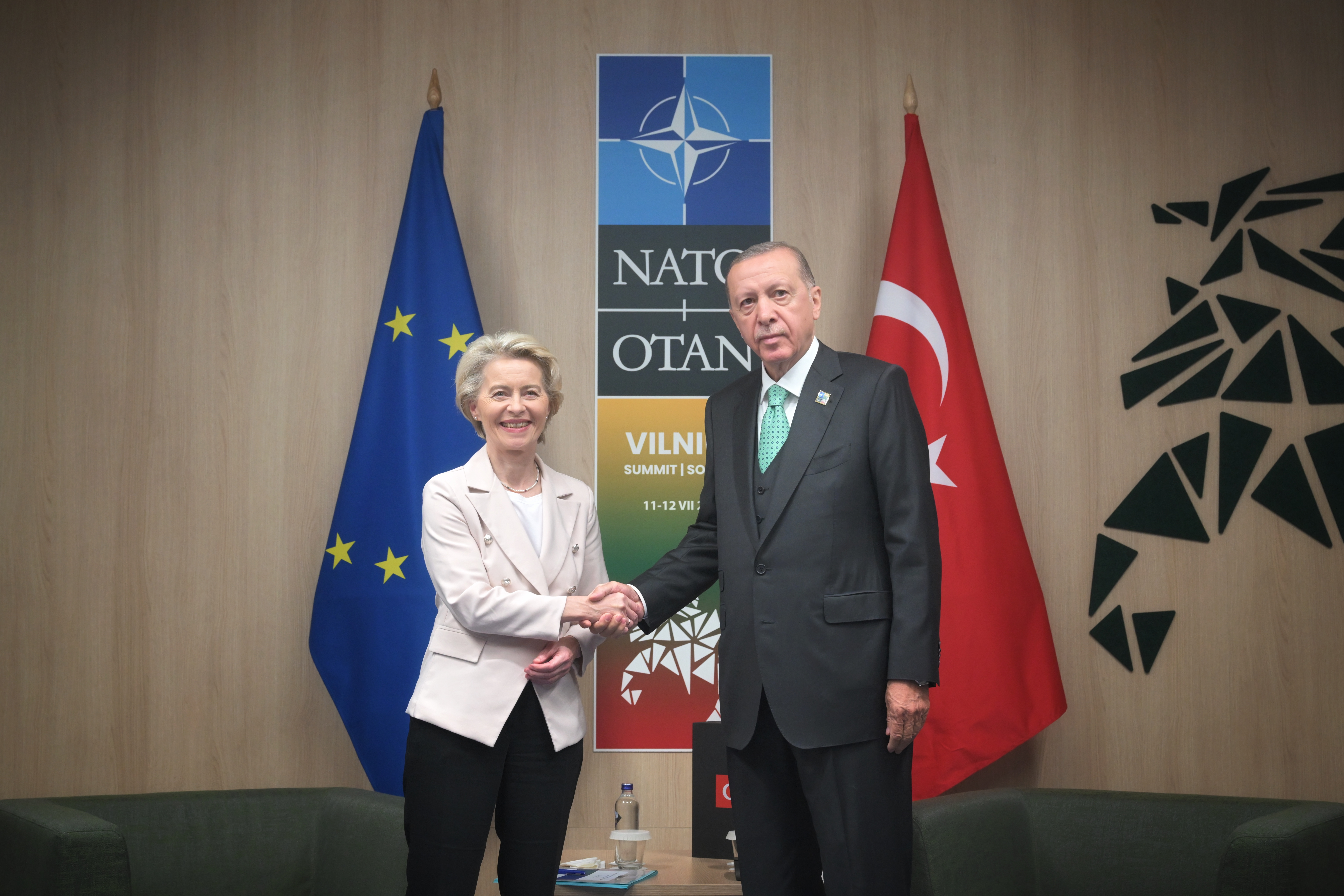
Ursula von der Leyen och Turkiets president Recep Tayyip Erdoğan i juli 2023.

Ursula von der Leyen gav sig in i politiken relativt sent i livet. Utan någon tidigare politisk erfarenhet utnämndes von der Leyen 2003, då 45 år gammal, till socialminister av Niedersachsens ministerpresident Christian Wulff. Hon blev 2005 familjeminister i regeringen Merkel I. Senare blev hon arbetsmarknads- och socialminister åren 2009–2013 och senare försvarsminister åren 2013–2019. Hon blev 2004 ledamot av CDU:s förbundsstyrelse.
Ursula von der Leyens kritiker menar att hennes snabba politiska karriär delvis beror på att hennes far Ernst Albrecht var en tidigare toppolitiker inom CDU och att hon därmed biståtts av faderns sociala nätverk. Dessutom hävdar kritiker att det faktum att Christian Wulff var en personlig vän till familjen Albrecht kan ha bidragit till att hon utnämndes till socialminister i Niedersachsen. Hennes biografer Elisabeth Niejahr och Peter Dausend menar däremot att hennes framgång beror på att hon är både konservativ och modern, både disciplinerad och oberäknelig samt både världsvan och fast förankrad i sin hembygd.
Som familjeminister under Angela Merkel genomförde hon en reform av den tyska föräldraförsäkring, som från och med 2007 även innefattar två så kallade pappamånader. År 2009 fick hon smeknamnet "Zensursula", en blandning av det tyska ordet för censur (Zensur) och hennes förnamn, efter det att hon förordat att internetleverantörer ska spärra webbplatser med barnpornografiskt innehåll (istället för att radera).
Den 17 december 2013 tillträdde Ursula von der Leyen som Tysklands första kvinnliga försvarsminister, en post hon hade fram till juli 2019. Som försvarsminister satte hon som mål att råda bot på tyska försvarets (Bundeswehr) materialbrist, något som enligt förbundsdagens ombud för försvarsfrågor, Hans-Peter Bartels (SPD), inte har uppnåtts. Förbundsdagens KU-medlem Alexander Müller (FDP) hävdar att hon gett tunga konsultuppdrag till nära vänner.

### EU-kommissionsordförande

#### Nominering och tillträde

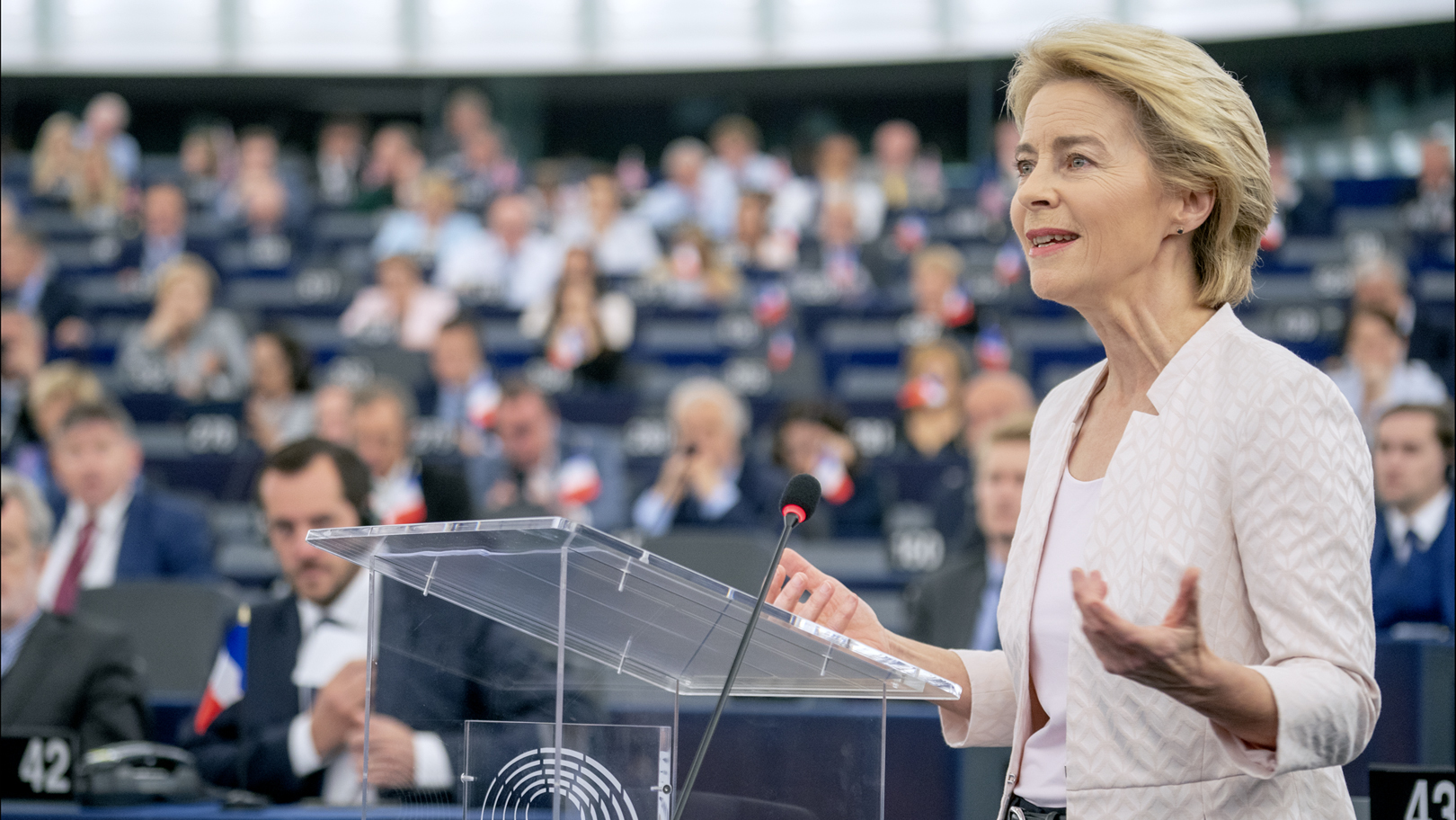
Ursula von der Leyen talar om sin vision för EU inför Europaparlamentet den 16 juli 2019 efter att ha röstats igenom som ny EU-kommissionsordförande.

Den 2 juli 2019 nominerades Ursula von der Leyen av Europeiska rådet till ordförande i Europeiska kommissionen. Valet föll på henne dels eftersom Merkels toppkandidat Manfred Weber mött hårt motstånd, dels eftersom socialdemokraten Frans Timmermans inte fick tillräckligt stöd. Ursula von der Leyens nominering uppfattades som en stor överraskning.
I Tyskland utlöste hennes nominering en debatt mellan regeringspartierna SPD och CDU; medan socialdemokraterna kritiserade det faktum att von der Leyen inte ens varit toppkandidat inför EU-valet 2019 kontrade ledande CDU-politiker med att SPD enbart handlar utifrån egenintresse. Enligt en undersökning av opinionsinstitutet Forsa från juli 2019 vill bara en tredjedel av tyskarna se von der Leyen som kommissionsordförande. Bara knappt hälften av alla tillfrågade menade att hon har rätt egenskaper för att utöva ämbetet.
Den 16 juli 2019 valdes von der Leyen till posten som Europeiska kommissionens ordförande efter en omröstning i Europaparlamentet som slutade 383 mot 327 röster. Hon blev därmed den första kvinnliga ordföranden. Hon tillträdde ämbetet den 1 december 2019. 

### Tiden som ordförande
När Ursula von der Leyen tillträdde var hennes och den tillträdande kommissionens prioriteringar inriktade på klimatkrisen, digitaliseringen, ekonomin, Europas plats i världen, den europeiska demokratin och värnandet av vad som kallades för "det europeiska sättet att leva på". Under hennes tid som ordförande inträffade dock flera stora kriser, bland annat covid-19-pandemin och rysk-ukrainska konflikten. Dessa bidrog till flera omprioriteringar under mandatperioden. Dessa omprioriteringar ledde samtidigt till att EU tog kliv framåt på flera områden, bland annat gemensam upplåning av medel som del av Europeiska unionens återhämtningsinstrument, och närmare samarbete vad gäller bland annat försvarspolitik. Som ett resultat har den europeiska integrationen tagit kliv framåt under von der Leyens tid som kommissionens ordförande.